# Yigoga samnitica
Yigoga samnitica là một loài bướm đêm trong họ Noctuidae.